# Venturi Coupé
La Venturi Coupé est la première voiture construite par le constructeur automobile Venturi. Elle a été produite à 225 exemplaires de 1987 à 1992, sous 4 motorisations différentes.

## Historique
La MVS Venturi, rebaptisée plus tard Venturi Coupé, est présentée pour la première fois sous la forme d'une maquette lors du Salon automobile de Paris en 1984.
En mai 1986, après deux ans de travaux et avoir intéressé des investisseurs potentiels, Claude Poiraud et Gérard Godfroy présentent officiellement au Trocadéro la MVS Venturi. Le véhicule est alors équipé du moteur de la Peugeot 505 Turbo, développant 200 chevaux, qui sera rapidement remplacé par un V6 2,5 PRV turbocompressé, d'origine Alpine.
La production du modèle prend fin en 1992 avec le Coupé 180. La version plus sportive, développant 260 chevaux, reste cependant toujours disponible.

## Modèles

### MVS Venturi/Coupé 200
La MVS Venturi (CUP 221), première voiture de la marque, dispose à l'origine d'un moteur de 200 chevaux. Les premiers exemplaires sont disponibles en 1987 pour la somme de 269 000 Francs. Elle sera produite jusqu'en 1990 à 194 exemplaires. Elle est en effet remplacée l'année suivante par une version plus puissante, de 210 chevaux. Modèle emblématique de la marque, c'est aussi celle qui sera la plus produite.
L'habitacle est particulièrement luxueux et soigné. Le tableau de bord est notamment équipé de cuir Connolly, Alcantara, de bois précieux et de compteurs Jaeger. De nombreux accessoires sont cependant issus de la grande série tels que les feux, les rétroviseurs, etc.
Sur les 194 exemplaires, seuls 5 ont été produits en 1987, 104 en 1988, 64 en 1989 et 21 en 1990.

### Coupé 160 BVA
La Venturi Coupé 160 BVA a été produite à 3 exemplaires en 1987. Développant 160 chevaux, elle est équipée d'une boîte de vitesses automatique. Un seul modèle est toujours en circulation, les deux autres ayant été détruites.

### Coupé 210
La Venturi Coupé 210 remplace la version initiale de 200 chevaux. Elle est présentée en 1991 et est produite à 8 unités.

### Coupé 180
La Venturi Coupé 180 a été produite à 21 exemplaires en 1992. Elle était essentiellement destinée à l'exportation, notamment en Italie.

## Sources
- « Venturi CUP 221 200 ch », sur automobilesportive.com
- « MVS Venturi », sur GTFrance